# 努尔苏丹·纳扎尔巴耶夫
努尔苏丹·阿比舍维奇·纳扎尔巴耶夫（羅馬化：Nūrsūltan Äbışūly Nazarbaev，發音：[nʊrsʊɫˈtʰɑn æˌbɘʃʊˈɫə nɑˌzɑrˈbaɪf] ⓘ；1940年7月6日—），哈萨克斯坦政治人物，苏联时期担任哈萨克共产党第一书记，在1991年12月独立后即任哈萨克斯坦总统，之后多次连任总统。2010年6月14日，纳扎尔巴耶夫獲得「民族領袖」的頭銜。
纳扎尔巴耶夫于1990－1991年担任哈萨克苏维埃社会主义共和国总统，并自1991年12月16日至2019年3月20日担任哈萨克斯坦共和国第一任总统。其于1991，1999，2005，2011，2015年的选举中均当选为国家元首。除总统外，纳扎尔巴耶夫还兼任哈萨克斯坦安全委员会主席（1991－2022）、执政党“祖国之光” （Нұр Отан）主席（2007－2021）、哈萨克斯坦宪法委员会委员（2019－）、哈萨克斯坦人民大会主席（2007－2021）等职。
纳扎尔巴耶夫曾担任哈萨克苏维埃社会主义共和国最高苏维埃主席（1990），哈萨克斯坦共产党中央委员会第一书记（1989－1991），哈萨克苏维埃社会主义共和国部长会议主席（1984－1989），苏联共产党中央委员会委员（1986－1991），苏联共产党中央委员会政治局委员（1990－1991），哈萨克斯坦共产党中央委员会书记（1979－1984），第10、11届苏联最高苏维埃北哈萨克斯坦州代表（1979－1989），以及苏联人民代表（1989－1991）。
纳扎尔巴耶夫曾经是在苏联解体后新政权中拥有核心权力时间最长的政治家：自1989年6月22日（至1990年4月24日为哈萨克斯坦共产党中央委员会第一书记）至2019年3月19日，共29年8个月26天。其于2010年又获赠“哈萨克斯坦第一总统——民族领袖（Елбасы）”荣誉称号。

## 生平

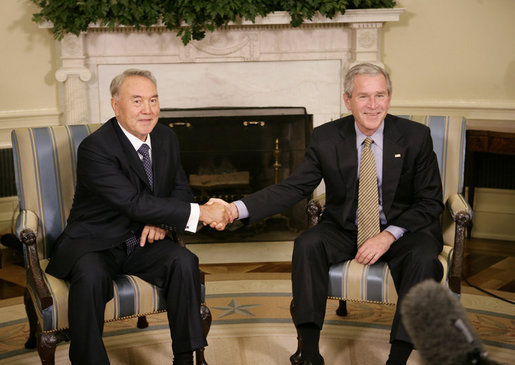
2006年9月29日纳扎尔巴耶夫在白宫与美国总统乔治·沃克·布什会面握手

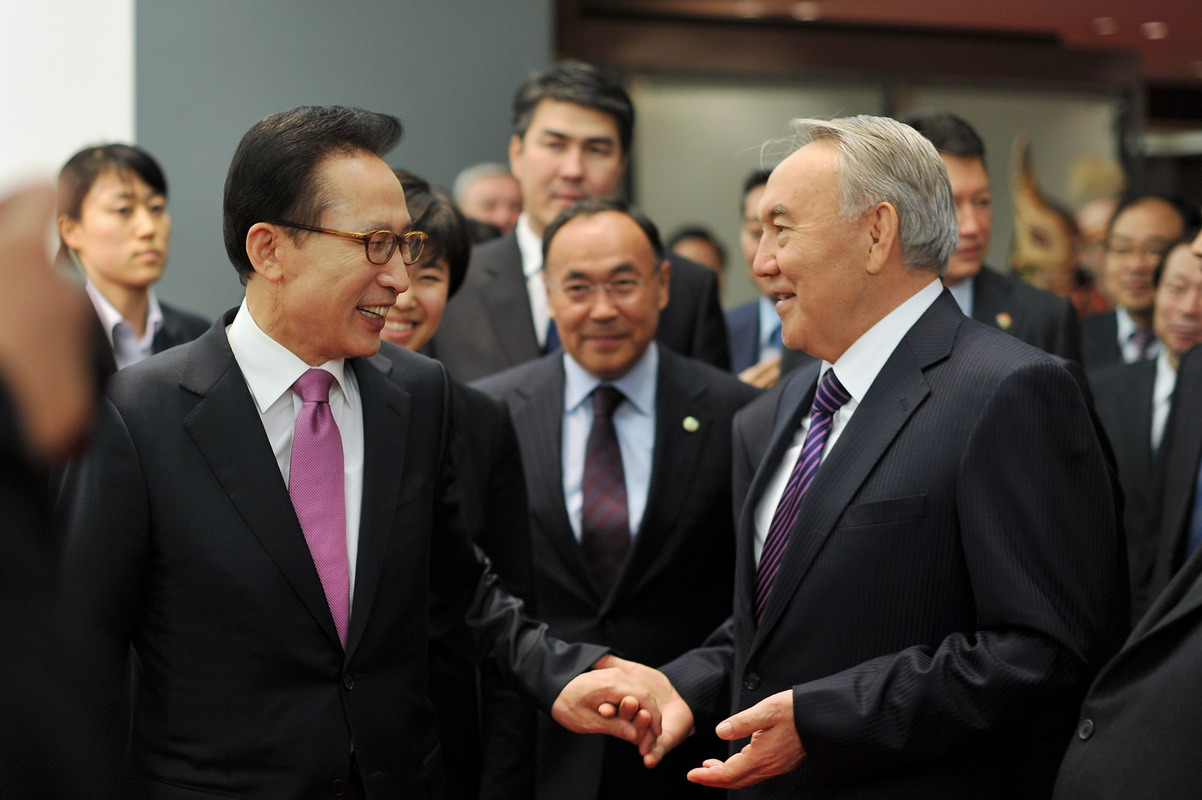
2010年4月21日纳扎尔巴耶夫在首尔与韩国总统李明博会面

### 事业起步
努尔苏丹·纳扎尔巴耶夫于1940年7月6日生于苏联哈萨克苏维埃社会主义共和国阿拉木图州卡斯克连地区切莫尔甘村，两亲为阿比什（1903-1971）和阿尔詹（1910-1977）。1957年，纳扎尔巴耶夫于卡斯克连市阿拜中学毕业。
在了解到帖米尔套冶金工厂征募共青团员后，纳扎尔巴耶夫决定成为一名冶金工人。1958年前两个月，纳扎尔巴耶夫居住在距离卡拉干达州帖米尔套市15千米的托卡列夫卡村的宿舍里。之后其赴乌克兰第聂伯罗捷尔任斯基市第聂伯罗冶金工厂附近的第22职业技术学校学习至1960年。1960年，纳扎尔巴耶夫参加了铁米尔套市哈萨克冶金建设（Казметаллургстрой）工程的管理工作。1960年7月3日，哈萨克斯坦及中亚地区第一座高炉建成，纳扎尔巴耶夫因此参与了哈萨克斯坦第一批铸铁的生产。之后他在卡拉干达冶金工厂铸铁浇筑岗位做过高炉管理工、操作工、加气工、加气车间长等工作。1967年毕业于卡拉干达冶金工厂的技术学院。
1969至1973年，纳扎尔巴耶夫参加了帖米尔套共青团团务工作。1973至1978年，纳扎尔巴耶夫担任卡拉干达冶金工厂党委书记，成为这个有3万人工作的工厂的二把手，仅次于厂长。据纳扎尔巴耶夫回忆，他并没有什么了不起的理想，也没想过领导一个科室，但是从小却养成了永当第一的习惯。纳扎尔巴耶夫这段时间当干部的经历，也为他从车间主任升到部长提供了条件。1978至1979年纳扎尔巴耶夫担任卡拉干达地区党委书记和副书记，1979年被选为哈萨克斯坦共产党中央委员会书记。1984至1989年，44岁的纳扎尔巴耶夫担任哈萨克苏维埃社会主义共和国部长会议主席，成为苏联各加盟共和国中最年轻的机关领导。

### 九十年代当选总统
1990年4月24日，哈萨克最高苏维埃在会议上决定设立哈萨克苏维埃社会主义共和国总统，努尔苏丹·纳扎尔巴耶夫当选。1991年12月1日，哈萨克苏维埃社会主义共和国举行第一轮全民总统选举，仅有纳扎尔巴耶夫一人参选。因此，其获得了高达98.7%的支持率。
12月10日，哈萨克苏维埃社会主义共和国更名为哈萨克斯坦共和国。1991年12月16日，哈萨克最高苏维埃颁布哈萨克斯坦共和国独立法案，努尔苏丹·纳扎尔巴耶夫成为哈萨克斯坦共和国第一任总统。五天后，纳扎尔巴耶夫签署关于独联体目的和宗旨的《阿拉木图宣言》，这一宣言意味着苏联解体。
1995年全民公投的结果使纳扎尔巴耶夫的总统任期延长到2000年。1999年1月10日纳扎尔巴耶夫以79.78%的得票率当选总统。1991年后纳扎尔巴耶夫一直担任哈萨克斯坦总统直至2019年。他在1991年、1999年、2005年、2011年、2015年的哈萨克斯坦总统选举中分别获得了98.8%、81.00%、91.15%、95.55%、97.75%的得票率。

### 辞职和辞职后的活动
2019年3月19日，纳扎尔巴耶夫突然宣布，辞去他掌權長達近三十年的哈萨克斯坦总统的职务，理由是需要“新一代领导人”。该公告于阿斯塔纳的电视讲话中发出，之后他签署了一项法令，从2019年3月20日起终止了他的权力。参议院议长卡瑟姆若马尔特·托卡耶夫被任命为该国总统，直至该总统任期结束。纳扎尔巴耶夫继续担任国家安全委员会主席的职务，仍然是哈萨克斯坦的实际最高领导人。同年4月28日，納扎爾巴耶夫獲中華人民共和國主席习近平授予友谊勋章，是繼俄羅斯總統弗拉基米尔·普京後第二位獲得此章的外國元首。其支持者认为纳扎尔巴耶夫上世纪90年代的改革维持了内部稳定，但纳扎尔巴耶夫亦被数个人权组织指控侵犯人权、压制异议以及主持专制政权。
2021年11月23日，纳扎尔巴耶夫辞去祖国之光中央委员会主席一职，由总统托卡耶夫接任。
2022年1月5日，在持续数日的示威和骚乱后，哈萨克斯坦总统托卡耶夫宣布纳扎尔巴耶夫辞任国家安全委员会主席，由自己继任该职。
2022年1月27日，哈萨克斯坦议会上院通过法案，取消纳扎尔巴耶夫哈萨克斯坦人民大会终身主席和国家安全委员会终身主席的职务。
2023年1月20日，已退休數年，82歲高齡的納扎爾巴耶夫前總統接受了心臟手術。 

## 对外关系
纳扎尔巴耶夫成为总统后首先颁布的一系列行政令之一，是关闭塞米巴拉金斯克核试验场，随即销毁世界第四大核武器库。哈萨克斯坦由此成为核不扩散条约和组织中的积极成员之一。
90年代，纳扎尔巴耶夫宣布，哈萨克斯坦将实行多元的外交政策，与所有国家发展友好关系，在和平事业中发挥重要作用。在其总统任期内，其与130个国家建立了外交关系。在地区整合方面，纳扎尔巴耶夫致力于复兴原苏联加盟共和国之间的经贸关系，特别重视欧亚经济联盟的作用。
哈萨克斯坦在国际组织中发挥重要作用。2010年，哈萨克斯坦成为欧洲安全与合作组织轮值主席国，2011年成为伊斯兰合作组织轮值主席国。哈萨克斯坦自加入上海合作组织起就积极发挥作用，于2010-2011年担任轮值主席国。2016年，哈萨克斯坦当选2017-2018年联合国安全理事会非常任理事国。

### 与马来西亚的关系
1992年3月16日，馬來西亞與哈薩克建交。1996年5月，納扎爾巴耶夫訪問馬來西亞，為哈薩克總統首次訪馬，而馬來西亞首相马哈迪·莫哈末亦在同年7月回訪哈薩克，成為首位訪哈的馬來西亞首相。
纳扎尔巴耶夫的外甥丹尼尔娶了马来西亚第六任首相纳吉·阿都拉萨的女儿诺丽雅娜。

## 评价
据英国广播公司（BBC）报道，其支持者称纳扎尔巴耶夫上世纪90年代的改革维持了内部稳定，推动哈萨克斯坦在21世纪前十年间取得惊人经济增长。
中华人民共和国外交部称纳扎尔巴耶夫是哈萨克斯坦共和国的缔造者，是深受全体哈萨克斯坦人民拥戴的民族领袖。俄罗斯总统普京称赞他的领导，乌兹别克总统沙夫卡特·米尔济约耶夫称他是“伟大的政治家”。
土耳其总统雷杰普·塔伊普·埃尔多安赞誉纳扎尔巴耶夫为“突厥世界的长老”。

## 文化
系列电影《领导者之路》讲述了纳扎尔巴耶夫的生命历程。该系列的前四部《我童年的天空》(Небо моего детства, 2011)，《怒水》(Огненная река, 2013)，《铁山》(Железная гора, 2013)《冲破禁闭》(Разрывая замкнутый круг, 2014) 由哈萨克斯坦导演鲁斯泰姆·阿卜杜拉硕夫 (Рустем Абдрашов) 制作，讲述了纳扎尔巴耶夫的童年、少年，和青年。童年纳扎尔巴耶夫由少年演员埃尔扎斯·阿利皮耶夫 (Елжас Альпиев) 饰演，少年形象由努尔兰·阿利姆扎诺夫 (Нурлан Алимжанов) 饰演。其祖母由比比古丽·图列根诺娃 (Бибигуль Тулегенова) 饰演，其母亲由娜塔莉亚·阿林巴萨罗娃 (Наталья Аринбасарова) 饰演，其父亲由努尔朱曼·伊赫滕巴耶夫 (Нуржуман Ихтымбаев) 饰演。90年代是哈萨克斯坦和所有前苏联国家的转折点。为拍摄完全覆盖这个时期的电影《众星拱之》(Так сложились звёзды)，具备拍摄大型历史系列电影经验的俄罗斯导演谢尔盖·斯涅日金 (Сергей Снежкин) 受邀参加拍摄。该电影的主角由别里克·艾特扎诺夫 (Берик Айтжанов) 饰演。
2004年起，国家项目“文化遗产”(Мәдени мұра, 俄语культурное наследие) 启动，以修复保护哈萨克斯坦的历史和文化纪念物。除了中亚最大的两个剧场——阿斯塔纳剧院和阿斯塔纳芭蕾舞剧院以外，在纳扎尔巴耶夫的指示下，哈萨克斯坦首都建成了哈萨克斯坦国家舞蹈学院。

## 家庭
纳扎尔巴耶夫在1962年与妻子薩拉·阿爾貝索芙娜·納扎爾巴耶娃（生于1941年）结婚，两人育有三个女儿：长女達麗加·納扎爾巴耶娃生于1963年，长期活跃于政坛，其子为艾苏尔坦·纳扎尔巴耶夫（1990－2020）；次女迪娜拉生于1967年，为哈薩克斯坦億萬富豪，行事低调；幼女阿丽娅生于1980年，是一位电影制片人。幼女曾经于1999年至2001年与吉尔吉斯斯坦开国总统阿斯卡尔·阿卡耶夫长子艾达尔·阿卡耶夫（1976－2020）结婚，故两位总统是亲家关系。

## 荣誉

### 外国勋章奖章
- 芬兰白玫瑰大十字勋章附颈饰（芬兰，2009年[44]）
- 友谊勋章（中国，2019年）[45]

## 相关作品
- 《我童年的天空》，努尔苏丹·纳扎尔巴耶夫的传记电影。